# Portillo, Valladolid
Portillo, Valladolid là một đô thị trong tỉnh Valladolid, Castile và León, Tây Ban Nha. Năm 2001 đô thị này có 2.574 người.
Đô thị thuộc khu vực Valladolid của Tierra de Pinares và bao gồm hai khu vực, Portillo và Arrabal. Đầu tiên là ở phía trên một ngọn đồi. Đô thị có điểm nhấn là toag lâu đài thế kỷ đặc biệt của nó, được nhớ đến nhiều nhất cho vị tù nhân cao quý của mình, Alvaro de Luna đã trải qua cuối đời của mình vì chiến công chiến tranh. Bên cạnh đó, Portillo có một phần của "bức tường" đá thế kỷ XIII mà vẫn giữ được một trong các cổng của nó, mà cho phép truy cập đến Portillo bởi "đường trải nhựa" đã.